# Ivor Horvat
Ivor Horvat (Zagabria, 19 agosto 1991) è un calciatore croato, difensore del Bratstvo Kunovec.

## Carriera

### Club
Ha esordito nel 2007 in prima squadra, dove in tre stagioni ha collezionato complessivamente 27 presenze senza reti. Nel 2012 viene acquistato dall'Istra 1961.

### Nazionale
Nel 2011 viene convocato nell'Under-20 per prendere parte al campionato mondiale di calcio Under-20.